# Naoum Blinder
Naoum Blinder (Ievpatòria (Crimea), 19 de juliol, 1889 - San Francisco (California), 21 de novembre, 1965), va ser un violinista i professor virtuós rus-nord-americà.

## Primera vida i educació
Es va graduar a l'Imperial Musical College d'Odessa als 16 anys, on va estudiar amb Alexander Fiedemann. De 1910 a 1913, va assistir al "Royal Manchester College of Music", on va estudiar amb Adolph Brodsky. Després va tornar a Odessa per ensenyar al Conservatori Imperial d'Odessa, cosa que va fer fins a 1920.

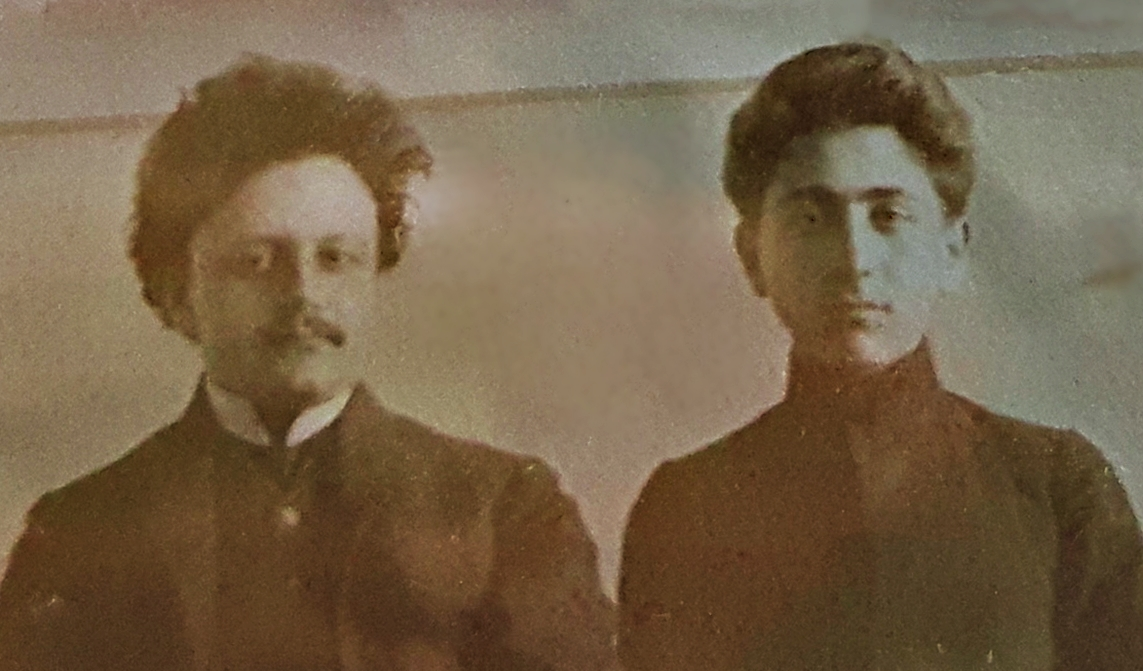
Alexander Fiedemann (esquerra) i Naoum Blinder. La foto es va fer quan Blinder es va graduar l'abril de 1906

## Carrera de violinista
El 1921 Blinder es va embarcar en una gira de concerts que va incloure parades a Ucraïna, Turkmenistan, Leningrad, Moscou entre d'altres. El 1926 va tornar de gira, aquesta vegada tocant a Turquia, Palestina i Sibèria.
El 1928 Blinder va fer set concerts a Tòquio i vint-i-tres concerts més a altres ciutats japoneses. Després d'aquesta gira, es va traslladar als Estats Units i va començar a gravar per Columbia Records a Nova York. De 1929 a 1931 Blinder i la seva dona i la seva filla van romandre a Nova York mentre ell ensenyava a la Juilliard School. Al voltant d'aquesta època, la filla adolescent de Blinder va morir de tuberculosi.
El 1931, Issay Dobrowen va oferir a Blinder la posició de director de concert a l'Orquestra Simfònica de San Francisco. Va acceptar i es va traslladar a San Francisco, on també va actuar amb Pierre Monteux i Enrique Jordá. Va romandre a l'orquestra fins que els problemes de visió el van obligar a retirar-se el 1957. Blinder també va tocar com a solista amb moltes orquestres arreu del país. Va ser cofundador del "San Francisco String Quartet" (1935), que incloïa membres de l'orquestra, inclòs el seu germà violoncel·lista, Boris.

## Ensenyament
Blinder també va ser un destacat professor de violí. El seu alumne més destacat va ser un dels violinistes més aclamats per la crítica del segle xx, Isaac Stern. En algun moment, els seus estudiants incloïen 17 membres de l'Orquestra Simfònica de San Francisco i tota la secció de primer violí de l'Orquestra Simfònica d'Oakland. Altres estudiants de Blinder han tingut carreres distingides com David Abel, Austin Reller i Glenn Dicterow, que va ser el concertino de la Filharmònica de Nova York.
Blinder va morir a San Francisco el 21 de novembre de 1965, d'una insuficiència cardíaca, als 76 anys.

## Violins utilitzats
- Giovanni Battista Guadagnini, violin	1753c	ex-Rauer	1933
- Giovanni Battista Guadagnini,	violin	1774	ex-Blinder
- Jean Baptiste Vuillaume,	violin	1845-50	ex-Blinder